# Nathan Field
Pour les articles homonymes, voir Field.
Œuvres principales
Nathan Field (né à Londres en 1587, et mort le 20 février 1633) est un acteur et un dramaturge anglais dont la carrière s'inscrit dans le contexte du théâtre élisabéthain.

## Biographie
Nathan Field naît en 1587 et est baptisé le 15 octobre. Son père, recteur à Cripplegate, est un puritain sévère à qui l'on doit une Godly Exhortation contre le théâtre. Le frère de Nathan, Theophilus, devient par la suite évêque à Hereford. Nathan est éduqué à St Paul's. 
Nathan devient rapidement acteur dans la compagnie des Children of the Chapel, les enfants de la chapelle de la reine Elizabeth. À ce titre, il joue des rôles importants dans les pièces Cynthia's Revels (1600), Le Poétereau (1601) et Epicoene (1608), trois pièces de Ben Jonson, ainsi que le rôle-titre du Bussy d'Ambois de Chapman en 1606. Il est probable que, vers 1616, il succède à Shakespeare en tant qu'acteur et actionnaire dans la troupe des King's Men. Il écrit seul deux comédies, A Womand Is a Weathercock en 1609 et Amends for Ladies en 1610, puis en compose plusieurs autres en collaboration avec d'autres auteurs, dont John Fletcher et Philip Massinger (The Fatal Dowry, 1619). Un peu avant 1619, il rejoint la compagnie des King's Players. Son nom apparaît dix-sept fois dans une liste datée de 1623 énumérant les principaux acteurs ayant joué dans les pièces de Shakespeare. Il abandonne définitivement la scène peu avant 1625 et meurt le 20 février 1633.

## Œuvre

### Théâtre

#### Pièces composées seul
- A Womand Is a Weathercock, comédie (1609)
- Amends for Ladies, comédie (1610)

#### Pièces composées en collaboration

##### AvecPhilip Massinger
- The Fatal Dowry (1619)

##### AvecJohn Fletcher
- Four Plays, or Moral Representations, in One, moralité (vers 1608–1613)[4]

##### Avec Massinger et Fletcher
- The Honest Man's Fortune, tragi-comédie (1613)
- The Queen of Corinth, tragi-comédie (vers 1616–1618)
- The Knight of Malta, tragi-comédie (vers 1619)

### Ouvrages généraux
- Encyclopaedia Britannica, 1911, article « Field, Nathan ». [lire en ligne]
- Margaret Drabble (dir.), The Oxford Companion to English Literature, 6e édition, Oxford University Press, 2000, article « Field, Nathan ».